# اسکای‌های
اسکای های (انگلیسی: Sky High) یک فیلم کمدی ابرقهرمانی آمریکایی در سال ۲۰۰۵ در مورد یک مکتب هوائی برای ابرقهرمانان نوجوان است. این فیلم توسط مایک میچل کارگردانی شد و توسط پل هرناندز، رابرت شوولی و مارک مک کورکل نوشته شده‌است.